# Teatro Nuovo Montevergini
Il Teatro Nuovo Montevergini è un teatro di Palermo situato nel quartiere Seralcadio.

## Storia

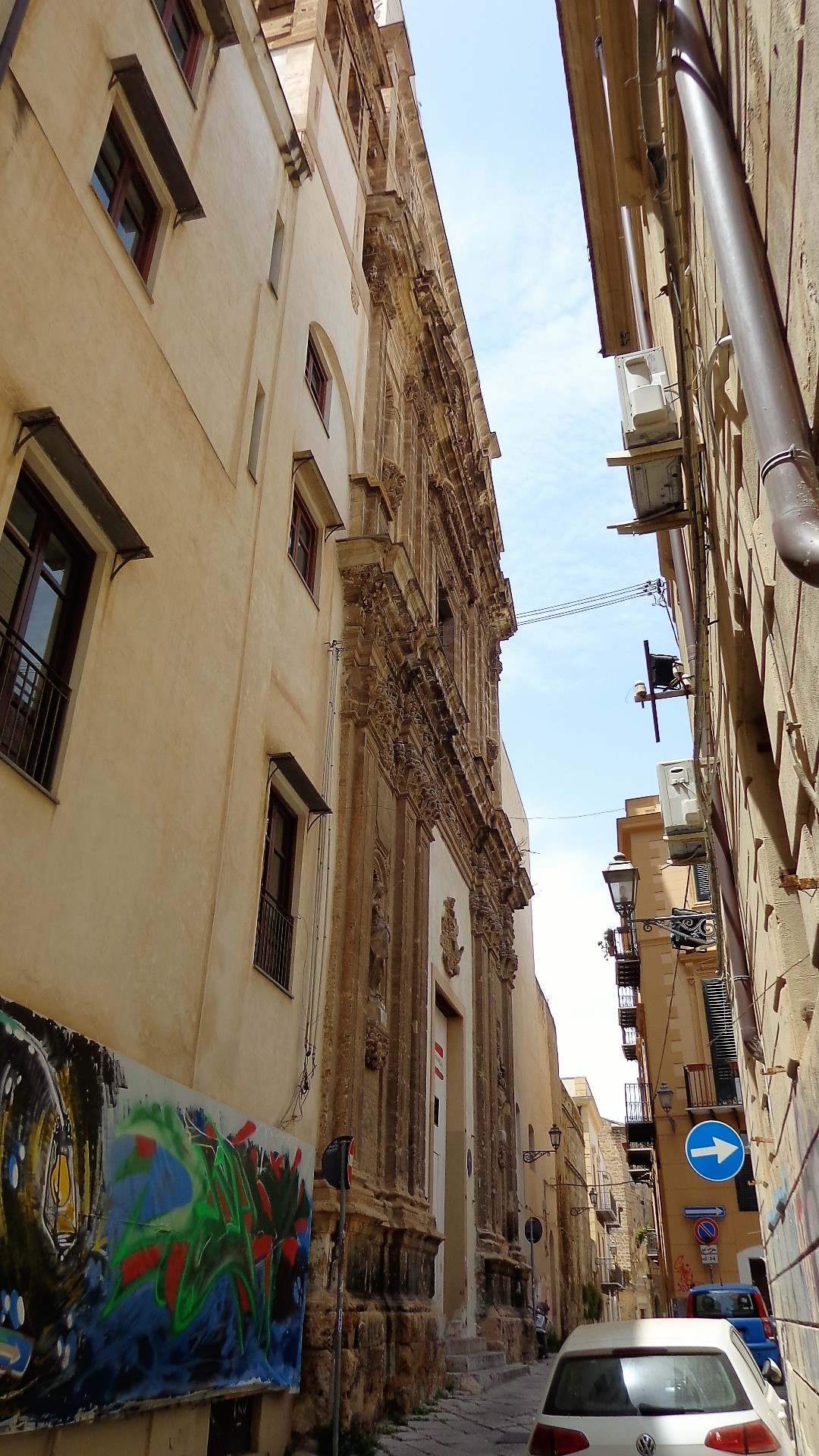
Veduta laterale del prospetto.

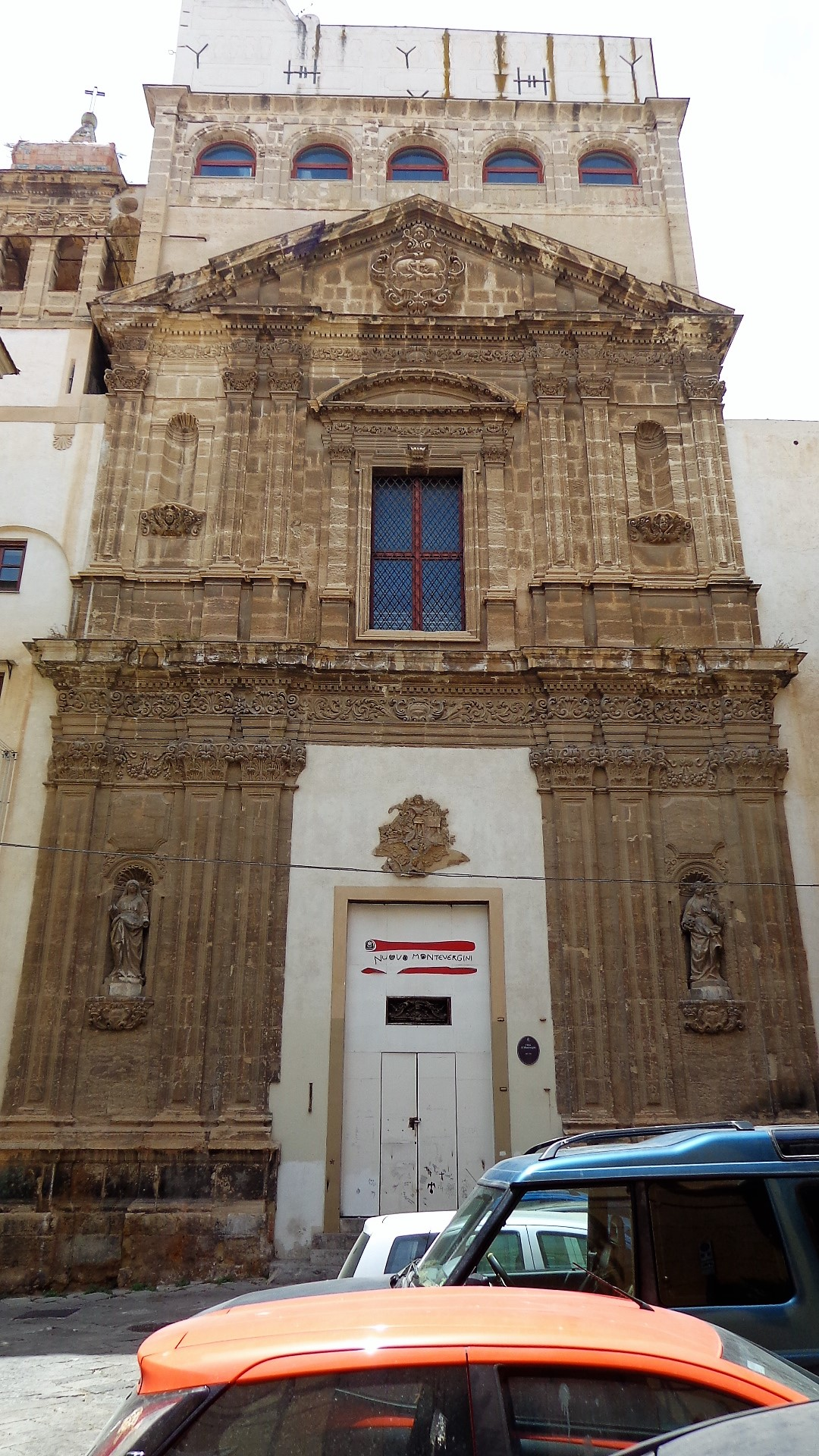
Veduta frontale del prospetto.

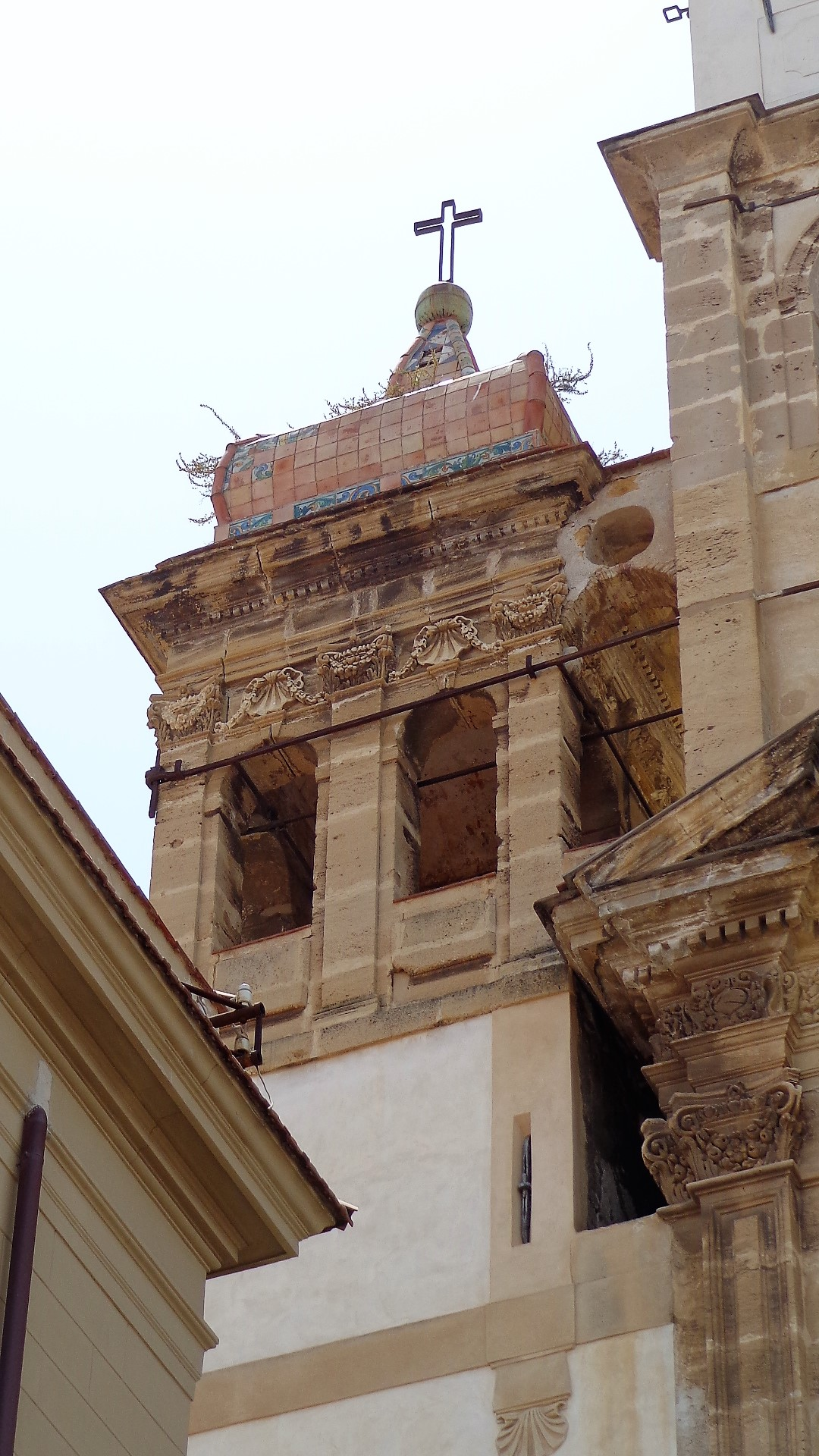
Campanile maiolicato.

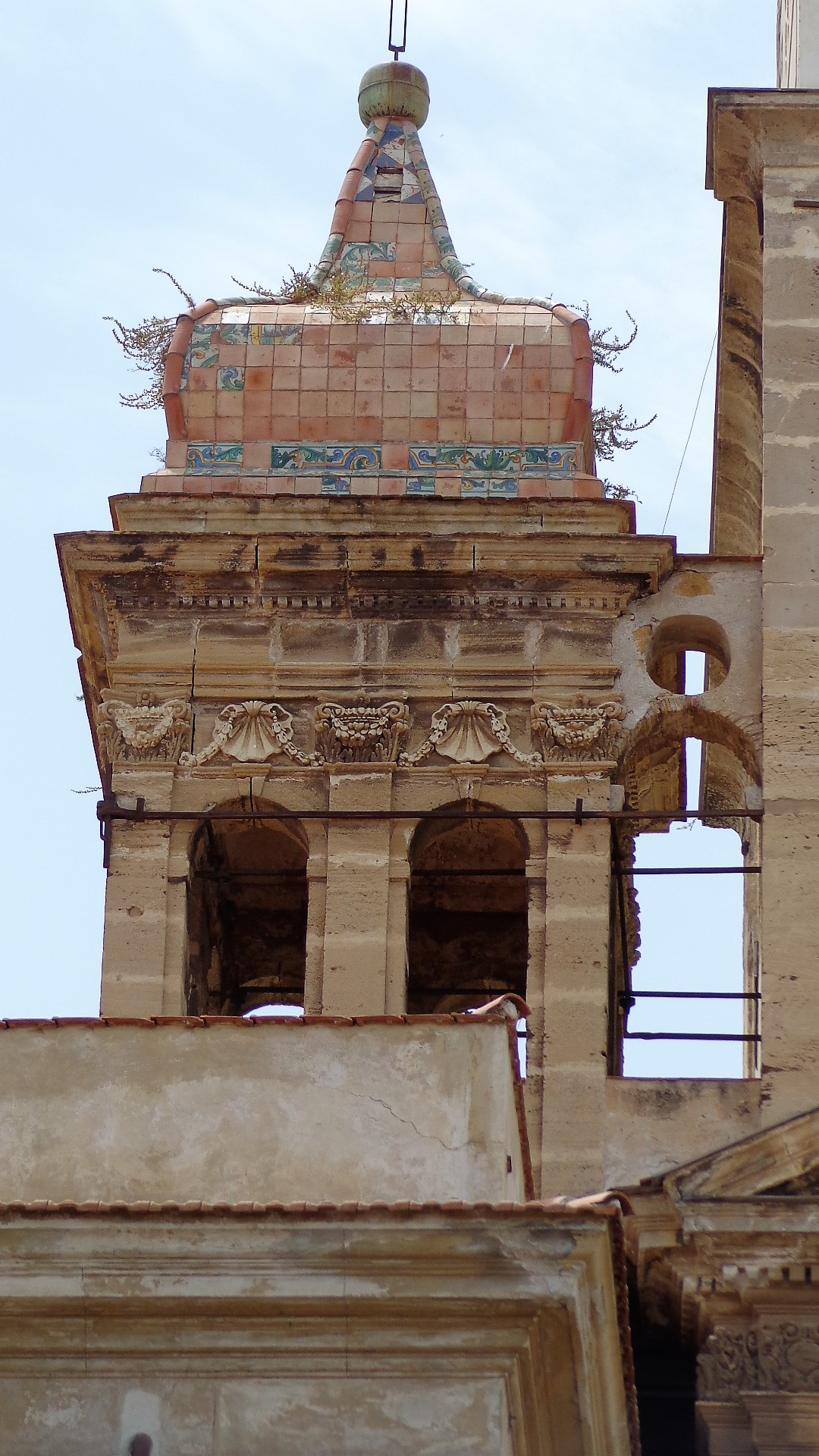
Campanile maiolicato.

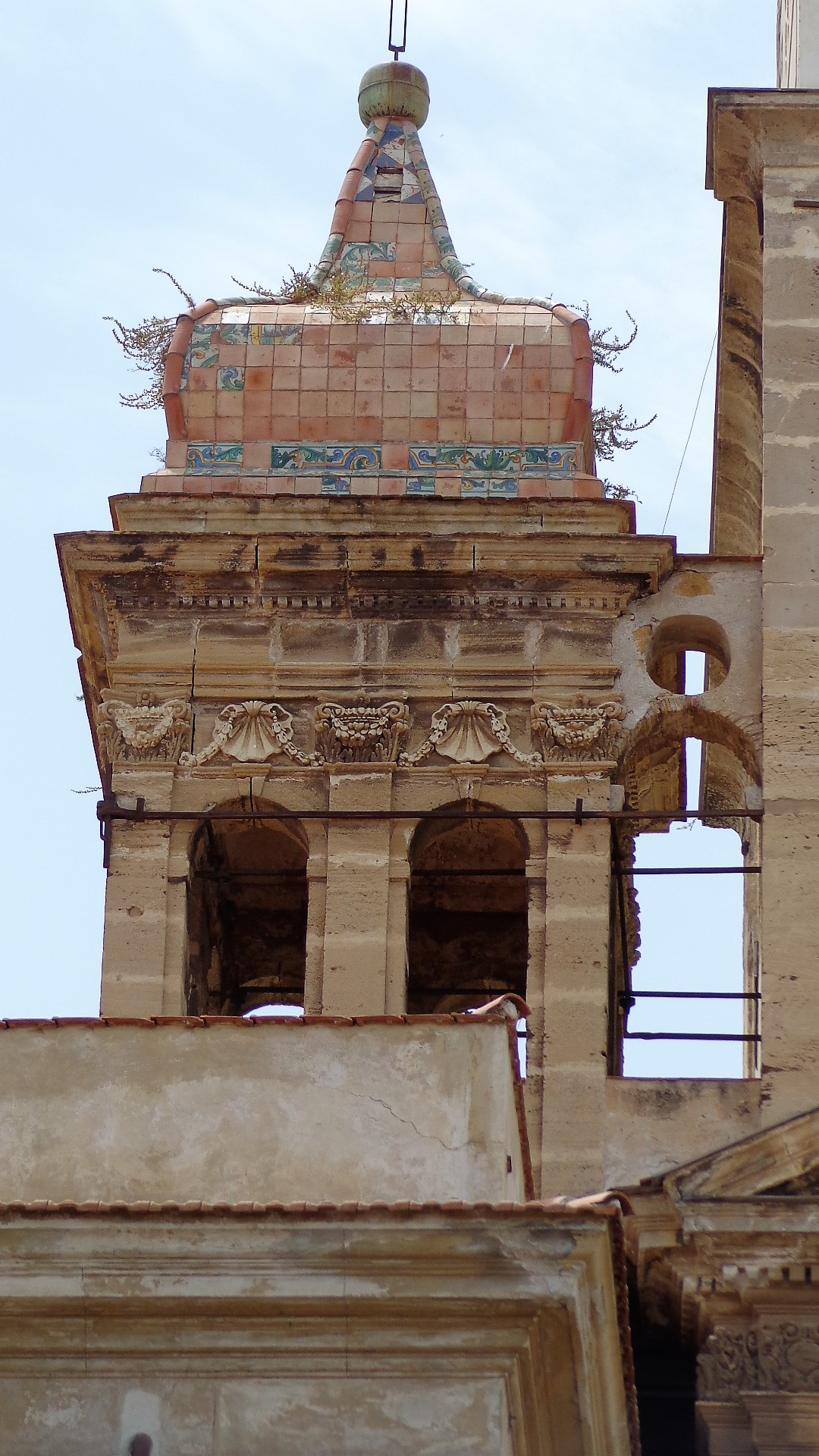
Campanile maiolicato.

### Epoca aragonese
Il primo complesso fu costruito nel 1498, adibito a monastero di Santa Maria delle Grazie di Montevergini per volere di Luisa Settimo, su licenza del pontefice Alessandro VI, questa prima struttura si trovava a poca distanza dall'aggregato attuale e fu parzialmente distrutta nel 1885.

### Epoca spagnola
Nei secoli successivi alla costruzione al nucleo originario si aggiunsero nuove strutture. Nel 1563, fu inglobata la medievale chiesa di Sant'Elia dei Latini, la chiesa di Santa Maria Maggiore, l'abitazione dei marchesi di Geraci. Nel XVII secolo la proprietà dell'istituzione fu varie volte ceduta.
Nel 1650 durante la fortificazione del quartiere delle milizie spagnole alla Yalica, i canonici regolari di San Giorgio in Alga della chiesa di San Giacomo la Mazara, migrarono nella chiesa di Santa Maria Maggiore mentre le educande furono trasferite altrove.
Nel 1668 per bolla pontificia di Clemente IX, abolito l'ordine dei Canonici, le monache si rinsediarono nel loro monastero.
La chiesa attigue fu edificata il 28 maggio 1687 sotto il mandato dell'arcivescovo Ferdinando Bazán y Manríquez su progetto dell'architetto Lorenzo Ciprì, i lavori terminarono nel 1704. Il 17 aprile, dopo la benedizione dello stabile avvenuta nei giorni appena precedenti, a cura dell'arcivescovo José Gasch fu trasportato il Santissimo Sacramento dal primitivo tempio.
Nel 1769 furono costruite sulla cima della chiesa le logge belvedere prospicienti il Cassaro: rispettivamente sulle abitazioni Geraci e Frangipane. Gli interni della chiesa furono affrescati con opere di Guglielmo Borremans, mentre il campanile fu dotato di copertura maiolicata.

### Epoca unitaria
Nel 1866 il complesso passò in mano al demanio a causa della soppressione degli ordini religiosi, l'edificio venne utilizzato per fini scolastici, mentre la chiesa divenne tribunale.

### Epoca contemporanea
Nel dopoguerra, fu sede del processo a Gaspare Pisciotta e Salvatore Giuliano.
Nel 1997 il comune appaltò i lavori di recupero dell'intero immobile che a causa di grandi stravolgimenti progettuali proseguirono fino al 2005. Attualmente la chiesa è adibita a teatro mentre i locali annessi da locale notturno, la terrazza sul tetto non è sempre accessibile.

## Esterno
Il prospetto in pietra d'intaglio è rivolto ad oriente, opera di Andrea Palma. Nelle nicchie inferiori ospitano le statue raffiguranti Santa Rosalia e Santa Chiara.
Al centro campeggia lo stemma del "secondo Ordine Francescano" (le clarisse): due braccia che s'incrociano sulla croce di Cristo, uno, quello di Cristo ignudo e l'altro quello di San Francesco coperto con il saio che rappresenta la conformità ai voleri di Cristo.
Nel 1716, su progetto del padre crocifero Giuseppe Mariani, fu realizzato il campanile a destra del prospetto, con cupoletta maiolicata.

## Interno
L'interno è ad unica navata con volta a botte dipinta nel 1721 a fresco da Guglielmo Borremans con al centro raffigurata la Gloria dell'Ordine Francescano e l'Assunsione di Santa Chiara in cielo accompagnata da San Francesco d'Assisi.
Nella controfacciata è presente il coro sostenuto da quattro colonne. Il manufatto è gemello, ad esclusione del tema degli affreschi, del coro della chiesa di Santa Maria della Pietà alla Kalsa.

### Parete destra
- Prima campata: Cappella del Santissimo Crocifisso. Crocifisso e dipinto raffigurante la Madonna della Consolazione di derivazione greca. Opera donata dal Gran Conte Ruggero alla chiesa di Santa Maria la Mazara.[8] Quest'ultimo luogo di culto fondato nel 1071, affidato nel 1433 ai Canonici di San Giorgio in Alga, religiosi poi transitati nella chiesa di Santa Maria Maggiore che acquistò il dipinto.
- Seconda campata: Cappella dell'Annunziata. Sull'altare il dipinto di Pietro Novelli raffigurante l'Annunziata.[6] Opera oggi custodita al Museo diocesano.

### Parete sinistra
- Prima campata: Cappella della Madonna della Grazia. Sulla mensa la statua in marmo raffigurante la Madonna delle Grazie.[6]
- Seconda campata: Cappella di San Francesco d'Assisi.[6]

### Abside
Cappellone con pitture, stucchi e dorature. Con quadroni del Borremans, nel cornu evangelii il dipinto raffigurante l'Esodo del popolo ebreo dall'Egitto nell'atto di mangiare l'agnello, in cornu epistolae la scena dell'Ultima Cena.
- 1718, Trionfo dell'Ordine francescano, affreschi della cupola decorata da Antonio Grano, opere deteriorate e sostituite dal ciclo realizzato da Giuseppe Velasco.[8]
- 1802, Vite dei Santi francescani, pitture monocromatiche di Giuseppe Velasco che sostituirono l'opera di Antonio Grano.

## Monastero
Monastero di monache dell'Ordine di Santa Chiara sotto l'abito dei Celestini, secondo bolla pontificia del 1498. Le strutture sorgono dove un tempo vi erano le terme romane. L'appellativo (Montevergine) e conformità alla regola delle monache del monastero di Montevergine di Messina derivano e sono attestate da bolla pontificia di Pio V del 1568.
Nel 1606 durante il mandato dell'arcivescovo Diego Haëdo per lo scemare del fervore religioso confluirono nell'istituzione delle religiose provenienti dal monastero di Santa Chiara. Durante questa fase le educande furono trasferite nel reclusorio di Santa Maria Maggiore.
Il monastero divenne sede di un istituto denominato "degli Artigianelli", poi sede fascista e ancora sede di Partito. Resti del vecchio edificio si trovano all'interno dell'istituto per geometri "Filippo Parlatore", plesso costruito sui ruderi del demolito antico monastero, e in un vicino vicoletto.

## Chiesa di Sant'Elia
Chiesa di Sant'Elia dei Latini (chiesa di Sant'Elia di Filingeri) del ceto dei Falegnami. Nel 1563 il ceto dei Falegnami furono obbligati dal governo a trasferirsi presso la chiesa di Sant'Elia dei Giudei o chiesa di Sant'Elia a Porta Giudaica.

## Chiesa di Santa Maria Maggiore

### Reclusorio di Santa Maria Maggiore
- 1592, Istituzione fondata per l'accoglienza delle donne male maritate. Col trasferimento delle educande, le male maritate furono trasferite alla Vetraia.[7]

## Il teatro
Il teatro all'interno della struttura è stato inaugurato nel 2005, dotato di 150 posti a sedere e di un'acustica che lo rendono ottimale per i concerti di musica da camera. Il palcoscenico è posto nella parte absidale della chiesa, tutto il progetto è stato eseguito tenendo conto della reversibilità dell'edificio, il teatro è quindi composto da sole parti mobili. Le dimensioni del palco sono di 7 m per 8 m in pedana d'acciaio, l'altezza della scena supera i 6 m.